# Meirānu Kanāls
Meirānu Kanāls är en kanal i Lettland.   Den ligger i kommunen Rēzeknes Novads, i den östra delen av landet, 180 km öster om huvudstaden Riga.